# Pavel Dědeček
Pavel Dědeček   (Praga, 27 de desembre de 1885 - Praga, 23 de novembre de 1954) fou un professor i director de música txec.
Dědeček va treballar com a director d'orquestra a Brno i Bratislava i entre 1945 i 1948 com a director de l'òpera a Pilsen. Va ser docent i més tard professor a la "Státní conservatori hudby v Praze" i a l'"Akademie múzických umení v Praze" (AMU) de Praga. Entre els seus estudiants hi hagué Raphael Schächter, Zbynek Vostrak, Karel Husa, Hynek Sluka, Jindřich Praveček, Rafael Kubelík, Václav Neumann, Václav Smetáček, Karel Ančerl, Viktor Kalabis, Tibor Andrašovan, Karel Berman, Jarmil Burghauser, Jan Hanuš, Miloslav Kabeláč, Jiři Strniště, Otakar Trhlík i Václav Trojan.